# Ringnes Bryggeri
Ringnes Bryggeri is een Noorse brouwerij te Oslo. 
Ringnes is de grootste brouwerij in Noorwegen. Sinds 2004 is zij volledig in handen van de Deense Carlsberg-groep. Ringnes produceert bier, frisdranken en mineraalwater en heeft zes productieplanten in Gjelleråsen, Trondheim (E.C.Dahs Bryggeri), Arendal (Arendals Bryggeri), Bodø (Bryggeri Nordland), Larvik (Farris mineraalwater) en Imsdalen (Imsdalfabrikken).

## Geschiedenis
Ringnes A/S werd opgericht in het district Grünerløkka in Oslo in 1876 door de gebroeders Amund en Ellef Ringnes en het eerste bier werd geproduceerd in 1877. De brouwerij bleef in de familie tot 1978, toen zij fuseerde met De sammenslutende Bryggerier A/S en van naam veranderde in Nora Industrier. Later werden de traditionele biermerken en brouwerijen E.C.Dahls Bryggeri (1987), Arendals Bryggeri (1980) en Tou Bryggeri (1990) opgekocht.

In 1991 ging Nora Industrier op zijn beurt samen met de Orkla Group en de brouwerij werd samen met de Zweedse brouwerij Pripps deel van Pripps-Ringnes. In 2000 werd Pripp-Ringness deel van de Carlsberg-groep in ruil voor 40% aandelen in Carlsberg voor de Orkla Group. In 2004 werd Orkla uitgekocht door Carlsberg waardoor Ringnes voor 100% in handen kwam van Carlsberg.

## Bieren

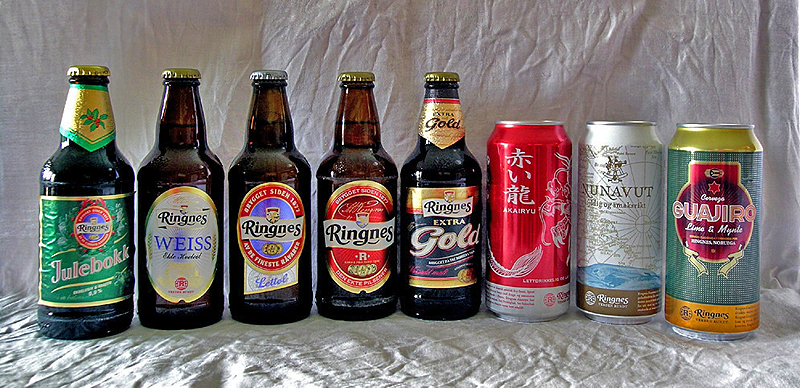
Ringnes bieren

- Ringnes, het best verkochte bier in Noorwegen
- Tou
- Frydenlund
- E.C.Dahls

## Andere producten
- Imsdal (mineraalwater)
- Farris (mineraalwater)
- Mozell
- Eventyrbrus
- Tou Eplemost
- Nora Eplemost
- Sino (appelsiensap)
- Solo
- Villa
- Lipton Ice Tea, onder licentie van Unilever
- Schweppes onder licentie van de Dr. Pepper Snapple Group

De firma is ook de enige bottelaar en verdeler van dranken van PepsiCo

## Trivia
Ringnes financierde rond 1900 de poolexpedities van Fridtjof Nansen en Otto Sverdrup. De drie door hen ontdekte Sverdrup-eilanden werden genoemd naar hun sponsors: Axel Heibergeiland, Amund Ringnes-eiland en Ellef Ringnes-eiland. Ook Ostrov Ringnes, het grootste van de Mona-eilanden, is genoemd naar de brouwerij.